# Voo Dominicana 603
O voo Dominicana 603, prefixo HI-177, era uma aeronave McDonnell Douglas DC-9-32 que partiu do Aeroporto Internacional Las Américas, em Santo Domingo, na República Dominicana, para o Aeroporto Internacional Luis Muñoz Marin em San Juan, capital de Porto Rico, em 15 de fevereiro de 1970.
O avião caiu dois minutos após decolar. Nenhuma das 102 pessoas que estavam na aeronave (97 passageiros e 5 tripulantes) sobreviveu. Entre os mortos, estavam 11 jogadoras da Seleção de Voleibol Feminino de Porto Rico e o boxeador dominicano Carlos Cruz, bicampeão dos pesos-leves.

## Acidente
O avião, registrado como HI-177, era um McDonnell Douglas DC-9-32 da companhia Dominicana de Aviación que partiu do Aeroporto Internacional Las Américas às 6:30 da tarde de 15 de fevereiro de 1970 com destino ao Aeroporto Internacional Luis Muñoz Marin.
Às 6:32, dois minutos após decolar, o avião, que acumulava 354 horas de voo, perdeu altitude após um dos motores começar a ter problemas e caiu no mar do Caribe, matando as 102 pessoas que estavam a bordo.

## Passageiros
Entre os mortos estavam 11 jogadoras da Seleção Portorriquenha de Voleibol Feminino, o técnico da equipe e o boxeador Carlos Cruz, que havia conquistado anteriormente o bicampeonato mundial da categoria peso-leve. A esposa e os 2 filhos do pugilista também faleceram no acidente.
Outras vítimas da tragédia foram Leslie Imbert Tessón (filha do presidente Antonio Imbert Barrera), a primeira-dama  Guarina Imbert, a modelo Migdalia Díaz e o enxadrista Hugo Mayer.

## Consequências
A Dominicana de Aviación suspendeu as operações imediatamente após o acidente. Quatro mecânicos da companhia também foram presos. Além disso, a Administração Federal de Aviação dos Estados Unidos (FAA) proibiu a operação para o território norte-americano, mas a proibição foi cancelada no ano seguinte; a Dominicana contratou uma aeronave DC-9 de substituição, para ser pilotada pelas tripulações da companhia aérea espanhola Iberia.
Mantendo suas linhas aéreas em funcionamento até 1995, quando interrompeu suas atividades, a Dominicana de Aviación fechou as portas em definitivo quatro anos depois.